# Gala Gala Pangkailan
Gala Gala Pangkailan is een bestuurslaag in het regentschap Toba Samosir van de provincie Noord-Sumatra, Indonesië. Gala Gala Pangkailan telt 278 inwoners (volkstelling 2010).